# Oșorhei
Oșorei ou Fugyivásárhey en hongrois, est une commune roumaine du județ de Bihor, en Transylvanie, dans la région historique de la Crișana et dans la région de développement Nord-Ouest.

## Géographie
La commune d'Oșorei est située dans l'est du județ, sur le rive gauche du Crișul Repede, dans la dépression de Vad, à 8 km à d'Oradea, le chef-lieu du județ. Depuis 2005, Oșorhei fait partie de la nouvelle région métropolitaine d'Oradea.
La municipalité est composée des cinq villages suivants, nom hongrois, (population en 2002) :
- Alparea, Váradalpár (1 026) ;
- Cheriu, Alkér (692) ;
- Felcheriu, Felkér (378) ;
- Fughiu, Fugyi (988) ;
- Oșorei, Fugyivásárhely (2 803), siège de la commune.

## Histoire
La première mention écrite du village d'Oșorei date de 1236 sous le nom hongrois de Fudy.
La commune, qui appartenait au royaume de Hongrie, en a donc suivi l'histoire.
Après le compromis de 1867 entre Autrichiens et Hongrois de l'empire d'Autriche, la principauté de Transylvanie disparaît et, en 1876, le royaume de Hongrie est partagé en comitats. Oșorei intègre le comitat de Bihar (Bihar vármegye).
À la fin de la Première Guerre mondiale, l'Empire austro-hongrois disparaît et la commune rejoint la Grande Roumanie au traité de Trianon.
En 1940, à la suite du deuxième arbitrage de Vienne, elle est annexée par la Hongrie jusqu'en 1944, période durant laquelle sa communauté juive est exterminée par les nazis. Elle réintègre la Roumanie après la Seconde Guerre mondiale au traité de Paris en 1947.

## Politique
| Période                                  | Période  | Identité | Étiquette | Qualité |
| ---------------------------------------- | -------- | -------- | --------- | ------- |
| Les données manquantes sont à compléter. |          |          |           |         |
| 2008                                     | En cours | Ioan Pop | PNL       |         |

| Parti | Parti                                      | Sièges |
| ----- | ------------------------------------------ | ------ |
|       | Parti social-démocrate (PSD)               | 2      |
|       | Parti national libéral (PNL)               | 10     |
|       | Alliance des libéraux et démocrates (ALDE) | 2      |
|       | Union démocrate magyare de Roumanie (UDMR) | 2      |

## Démographie
Après avoir diminué à la suite des événements de 1989, du fait de sa situation et de son rôle de banlieue d'Oradea, la population de la commune est de nouveau en augmentation.
Le village d'Oșorhei abrite une des rares petites communautés juives existant encore dans la région. La communauté tsigane est surtout installée dans les villages d'Oșorhei et Cheriu tandis que Felcheriu et Alparea sont des villages presque exclusivement roumains. Le village de Fughiu a une population partagée entre Roumains et Hongrois.
En 1910, à l'époque austro-hongroise, la commune comptait 2 611 Roumains (51,49 %), 2 370 Hongrois (46,74 %), 41 Slovaques (0,81 %) et 23 Allemands (0,45 %),.
En 1930, on dénombrait 3 543 Roumains (60,10 %), 2 208 Hongrois (37,46 %), 80 Juifs (1,36 %), 27 Slovaques (0,46 %) et 14 Allemands (0,24 %)(%).
En 1956, après la Seconde Guerre mondiale, 3 343 Roumains (68,20 %) côtoyaient 1 519 Hongrois (30,99 %), 21 Roms (0,453 %) et 7 rescapés juifs (0,14 %).
En 2002, la commune comptait 3 873 Roumains (65,78 %), 1 330 Hongrois (22,59 %), 633 Roms (10,75 %), 34 Juifs (0,57 %) et 15 Slovaques (0,25 %). On comptait à cette date 1 722 ménages et 1 800 logements.

### Religions
En 2002, la composition religieuse de la commune était la suivante :
- Chrétiens orthodoxes, 59,62 % ;
- Pentecôtistes, 14,72 % ;
- Réformés, 13,52 % ;
- Catholiques romains, 6,47 % ;
- Baptistes, 3,09 % ;
- Adventistes du septième jour, 1,57 %.

## Économie
L'économie de la commune repose sur l'agriculture, le commerce, la fabrication de meubles et de matériaux de construction. À Fughiu a été construit un barrage sur la rivière qui a créé un grand lac de retenue.

## Communications

### Routes
Oșorei est située sur la route nationale DN1 (route européenne 60) Oradea-Cluj-Napoca.

### Voies ferrées
Oșorei est traversée par la ligne magistrale 300 Oradea-Bucarest des Chemins de fer roumains.

## Lieux et monuments
- Oșorei, église orthodoxe de la Dormition de la Vierge datant de 1880[6]
- Oșorei, réserve naturelle Pădurea eu narcise din Oșorhei d'une superficie de 2 ha ;
- Fughiu, église réformée datant du XVIIIe siècle, classée monument historique[6] ;
- Cheriu, église orthodoxe datant de 1879[6].